# أم الدم الفطرية الشكل
أم الدم العدوائية (بالإنجليزية: infected aneurysm) أو أم الدم الفطرية الشكل أو أم الدم الفطرية (بالإنجليزية: Mycotic aneurysm)، هو تمدد في الأوعية الدموية ينتج عن عدوى بكتيرية في الجدار الشرياني. قد يكون من المضاعفات الشائعة للانتشار الدموي للعدوى البكتيرية.

## التسمية
استخدم ويليام أوسلر مصطلح «أم الدم الفطرية الشكل» في عام 1885 لوصف تمدد في الأوعية الدموية على شكل فطر في مريض مصاب بالتهاب الشغاف الجرثومي دون الحاد. وهذا المصطلح قد يخلق تشويشًا كبيرًا، لأن كلمة «الفطرية» تُستخدم عادةً لتحديد الالتهابات الفطرية. ومع ذلك، لا يزال يتم استخدام تمدد الأوعية الدموية الفطرية لجميع أنواع
ام الدم التي تسببها الالتهابات، سواءً خارج أو داخل القلب، باستثناء التهاب الأبهر الزهري.
مصطلح «أم الدم العدوائية» الذي اقترحه جاريت وزملاؤه هو أكثر ملاءمة، حيث أن القليل من الإصابات تسببها الفطريات. وفقًا لبعض المؤلفين، قد يكون المصطلح الأكثر دقة هو عدوى الأوعية الدموية أو التهاب الأوعية الدموية المعدي، لأن أمهات الدم الفطرية الشل ليست بسبب الكائنات الفطرية.

## التشخيص
تمثل أم الدم العدوائية نسبة 2.6% من أمهات الدم الأبهرية. بالنسبة للأطباء، يُعدّ التشخيص المبكر حجر الزاوية في العلاج الفعال. دون تدخل طبي أو جراحي، قد يحدث نزيف كارثي أو إنتان جامح. ومع ذلك، فإن الأعراض غير محددة في كثير من الأحيان خلال المراحل المبكرة، لذلك هناك حاجة إلى مؤشر عال من الشك لإجراء التشخيص.
تصل نسبة حدوث أم الدم العدوائية داخل الجمجمة من 2% إلى 3% في حالات التهاب الشغاف المعدي، على الرغم من أن ما بين 15% إلى 29% من المرضى الذين يعانون من التهاب الشغاف المعدي لديهم أعراض عصبية.